# DECtape

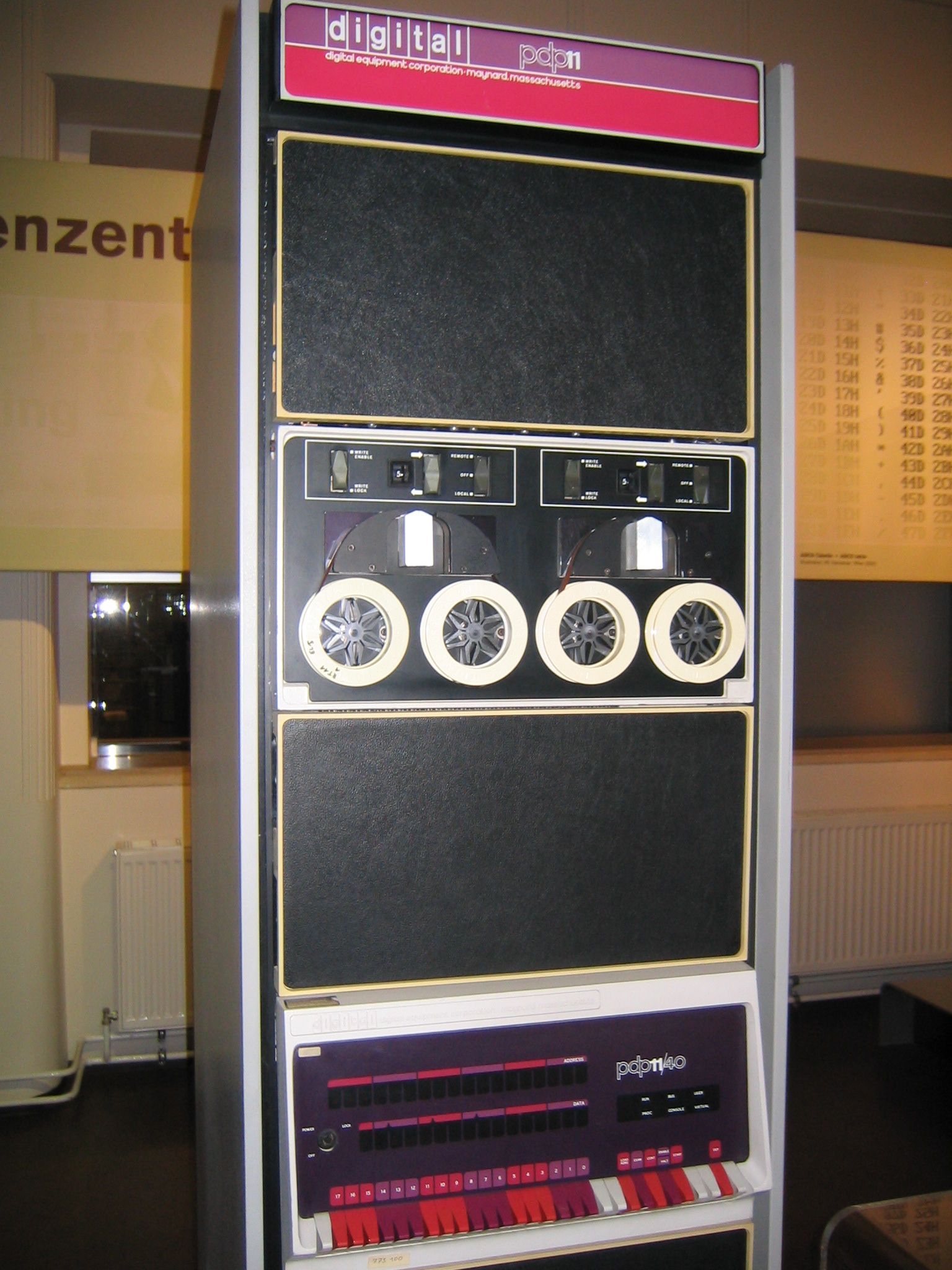
PDP-11 с DECtape

DECtape (первоначально Microtape) — носитель информации на магнитной ленте, использовавшийся на многих компьютерах, производившихся компанией Digital Equipment Corporation.
DECTape использовался в качестве внешнего запоминающего устройства, например, в машинах PDP-8. Устройство было (по тем временам) достаточно компактным, помещаясь в одном корпусе с компьютером, в отличие от ленточных накопителей для мэйнфреймов. Данные могли передаваться в обоих направлениях блоками по 128 слов. Бобины с лентами были достаточно дешёвыми и помещались в «дипломат». Технология для DECTape была впервые разработана для компьютеров LINC (1962 год), в которых она была главной особенностью. По влиянию освоение новой технологии сравнимо со следующим прорывом в технологиях хранения данных — появлением флоппи-дисков. Хотя LINC не получил такой известности, как PDP-11, DECTape предлагался почти для всех продуктов, выпускавшихся DEC. Несмотря на то, что накопитель был ленточным, программист был абстрагирован системой от этого факта и получал произвольный доступ к данным. О популярности DECTape говорит такой факт, что попытка снятия DECTape с производства даже вызвала возмущение пользователей машин PDP-10.
Накопитель TU56 DECtape мог хранить около 2,7 мегабита в 190 тысячах 12-битных слов на 260-футовой ленте.